# Gordy Giovanelli
Pour les articles homonymes, voir Giovanelli.
Gordy Giovanelli, né le 11 avril 1925 à Everett (Washington) et mort le 21 décembre 2022 à Escondido (Californie)), est un rameur d'aviron américain. 

## Carrière
Gordy Giovanelli a participé aux Jeux olympiques de 1948 à Londres. Il a remporté la médaille d'or en quatre avec barreur, avec Warren Westlund, Bob Martin, Bob Will et Allan Morgan.